# Ubezpieczenie morskie
Ubezpieczenie morskie – lub inaczej umowa ubezpieczenia morskiego jest uregulowana w Kodeksie morskim. Tej instytucji prawa poświęcony jest Tytuł VIII kodeksu. Umową ubezpieczenia morskiego na podstawie artykułu 292 § 1 Kodeksu morskiego jest stan rzeczy, w którym ubezpieczyciel zobowiązuje się, w zamian za składkę ubezpieczeniową, wypłacić odszkodowanie za szkody poniesione wskutek niebezpieczeństw, na jakie przedmiot ubezpieczenia jest narażony w związku z żeglugą morską. Pojawia się, zatem, pojęcie interesu majątkowego związanego z żeglugą morską, który stanowi przedmiot ubezpieczenia. Przedmiotem ubezpieczenia, w ten sposób pojmowanego, jest również interes finansowy każdej osoby, która doznaje uszczerbku w mieniu, traci to mienie, a także doznaje utraty spodziewanych korzyści. Zgodnie z zapisami kodeksu morskiego, przedmiot ubezpieczenia musi być jedynie związany z żeglugą, aby takie ubezpieczenie mogło nosić miano morskiego.
Artykuł 820 Kodeksu Cywilnego w swych wyłączeniach, co do stosowania tytułu poświęconego umowie ubezpieczenia, wspomina obok ubezpieczeń morskich również ubezpieczenia pośrednie (reasekurację). Nie pojawia się to bez powodu. Wyżej przedstawioną ideę interesu ubezpieczeniowego można rozciągnąć również na ubezpieczyciela. Cedowanie ryzyka jest naturalną cechą ubezpieczeń morskich. Ubezpieczyciel narażony na ryzyko wypłaty odszkodowania, w przypadku ryzyka morskiego o dużej wartości, jest narażony na ryzyko poniesienia dotkliwej straty finansowej. Reasekuracja odbywa się z zachowaniem podstawowej zasady ubezpieczeniowej głoszącej, iż odszkodowanie (w tym przypadku będzie mowa o odzysku reasekuracyjnym) nie może być podstawą do wzbogacenia się.
Ubezpieczenia morskie można analizować i dokonywać ich podziału z wielu punktów widzenia. Najczęściej używanym i najbardziej praktycznym podziałem jest podział ze względu na rodzaj chronionego interesu. Interes majątkowy, który stanowi przedmiot ubezpieczenia, może być związany ze statkiem lub z ładunkiem.
Interesy ładunkowe to wszelkie te związane z przewożonymi, przeładowywanymi oraz składowanymi towarami. Najczęściej ubezpieczania udziela się w oparciu o opracowane przez The Institute of London Underwriters – instytutowe klauzule ładunkowe.
Interesy statkowe to przede wszystkim interes armatora, czyli osoby która uprawia żeglugę statkiem morskim. Jest to największa i najbardziej rozbudowana grupa ubezpieczeń morskich z szerokim wachlarzem klauzul i wyłączeń. Podstawowy podział przebiega na linii: casco jednostek morskich i ochrona odpowiedzialności cywilnej armatora. Jak to zostanie dalej opisane w pracy, oba rodzaje ubezpieczeń realizowane są przez odrębne instytucje ubezpieczeniowe. Armator ma możliwość w sposób dowolny kształtować zakres ochrony ubezpieczeniowej. Zależy to od rodzaju uprawianej żeglugi (liniowa czy tramping), rejonu pływania (strefy wojenne, częstych strajków), wielkości floty własnej i czarterowanej (możliwość samoubezpieczenia). Dopełnieniem casco i OC w żegludze są ubezpieczenia strat finansowych, na które narażony jest armator. W tej grupie ubezpiecza się ryzyko spóźnienia z dostarczeniem towaru do portu przeznaczenia, ewentualna utratę wynagrodzenia za przewóz, a także ryzyko odpowiedzialności w awarii wspólnej.
Pozostałe interesy statkowe, czyli niezwiązane ściśle z działalnością armatorską, to ochrona interesów np. stoczni, osób czarterujących jednostki, a także innych osób finansowo zaangażowanych w żeglugę.